# Kopalnia Józef w Sławkowie
Kopalnia „Józef” w Sławkowie – kopalnia węgla kamiennego w Sławkowie w Zagłębiu Dąbrowskim, działająca w latach 1875–1923.

## Historia
Kopalnia została założona w 1875 w Burkach przez spółkę dziedzica wsi Okradzionów B. Przybylskiego i berlińskiego przemysłowca J. Alexandra. Razem z inną małą kopalnią sławkowską „Garncarka” wydobyły w 1881 roku 53 063 pudy (ok. 869 ton) węgla. W 1891 sprzedana Sosnowieckiemu Towarzystwu Kopalń i Zakładów Hutniczych, które dzierżawiło kopalnię różnym przedsiębiorcom prywatnym. W 1915 dzierżawcą kopalni został Kazimierz Kostecki, który połączył ją linią kolejki wąskotorowej z koleją dąbrowską, co pozwoliło na zwiększenie wydobycia. W 1922 w kopalni wydobyto 40 242 tony węgla. Nie wytrzymała ona jednak konkurencji z dużymi kopalniami zagłębiowskimi i w grudniu 1923 została zamknięta. Pod koniec swego istnienia zatrudniała ok. 100 osób. W latach wielkiego kryzysu w nieczynnej kopalni „Józef” powstały biedaszyby, w których biedniejsi mieszkańcy Sławkowa i okolic nielegalnie wydobywali węgiel.